# Bedřich Steiner
Bedřich Steiner (1. dubna 1913 Zbraslavice – 1. října 1983) byl český a československý politik Komunistické strany Československa a poválečný poslanec Ústavodárného Národního shromáždění a Národního shromáždění ČSR.

## Biografie
Byl právníkem židovského původu. Za druhé světové války působil v zahraničním odboji. Bojoval v československé vojenské jednotce v SSSR u Sokolova a zúčastnil se Slovenského národního povstání. V bojích byl těžce raněn. Byla mu udělena Sokolovská pamětní medaile a sovětská medaile Za odvahu. Byl čtyřnásobným nositelem Československého válečného kříže 1939. V roce 1945 byl evidován jako válečný invalida. V letech 1949–1951 působil jako náměstek ministra vnitřního obchodu, později ředitelem Krásné jizby.
V parlamentních volbách v roce 1946 byl zvolen poslancem Ústavodárného Národního shromáždění za KSČ. Setrval zde do konce funkčního období, tedy do voleb do Národního shromáždění roku 1948, v nichž byl zvolen do Národního shromáždění za KSČ ve volebním kraji Karlovy Vary. V parlamentu zasedal až do konce funkčního období, tedy do voleb v roce 1954.